# Джаксън (окръг, Арканзас)
Вижте пояснителната страница за други населени места с името Джаксън.
Окръг Джаксън (на английски: Jackson County) е окръг в щата Арканзас, Съединени американски щати. Площта му е 1660 km², а населението – 17 997 души (2010). Административен център е град Нюпорт.